# 人間不信
人間不信（にんげんふしん、英: misanthropy、独: die Menschenfeindlichkeit）とは、何らかの原因で他人を信じられなくなること。狭義では一般的な社会生活を行えないほどの重度の症状を指すが、広義には人間関係のいざこざによる軽度のものも含まれる事がある。人間嫌い（にんげんぎらい）、厭人（えんじん）、厭人家（えんじんか）ともいう。

## 概要
原因はさまざまだが、遺伝と環境の主な二つなものに大別される。虐待やそれに準ずる環境、あるいは犯罪被害（特に詐欺・横領などの知能犯）による深いトラウマ、人間関係の構築の失敗などが挙げられる。人間不信は社会生活を営む人間にとって深刻な状態である 。精神障害に関連するものと、そうでないものがある。
動物
人間同士の障碍を言うことが多いが、猫や犬などが人間による虐待を受けるなどして陥ることもある。

## 病気・症状
人間不信が症状として現れる病気
- 社交不安障害(SAD、社交恐怖)
- 対人恐怖症
- 自律神経失調症

気分変調症や抑うつで発生することは、あまりない。

## 治療法
根本的な治療法が確立されているわけではないが、一般的に治療の際は、精神科・心療内科の医師や心理カウンセラーに通院し、過去の問題やトラウマと立ち向かい（「トラウマ#治療」・「心的外傷後ストレス障害#治療」も参照）、克服する方法が行われる。
なお、「人は互いに理解し合おうとする存在である」ということに気づけるようサポートし、人間不信の克服を支援した事例を紹介している研究もある。

## 人間不信となった人
- ジョナサン・スウィフト - 『ガリヴァー旅行記』第四篇 フウイヌム国渡航記、『桶物語』で人間不信を描いており、作者も人間不信であることが広く信じられている。
- フィリップ・ラーキン[4]
- ヘラクレイトス - 哲学者
- ヨシフ・スターリン
- ロバート・ゴダード

## 人間不信を主題とする作品
- 人間嫌い - モリエールの戯曲
- アテネのタイモン - 伝説のアテネの人間不信家タイモンを主役としたシェイクスピアの劇
- デュスコロス - 伝説のアテネの人間不信家タイモンをモデルとした劇

## 特定の集団が嫌いな場合
- ミサンドリー（男性嫌悪）、ミソジニー(女性嫌悪)
- 外国人嫌悪
- ペドフォビア(子供嫌い)、若者嫌い（英語版）、老人恐怖症(老人嫌悪)